# 卡拉基火山
37°55′0″S 71°27′0″W / 37.91667°S 71.45000°W

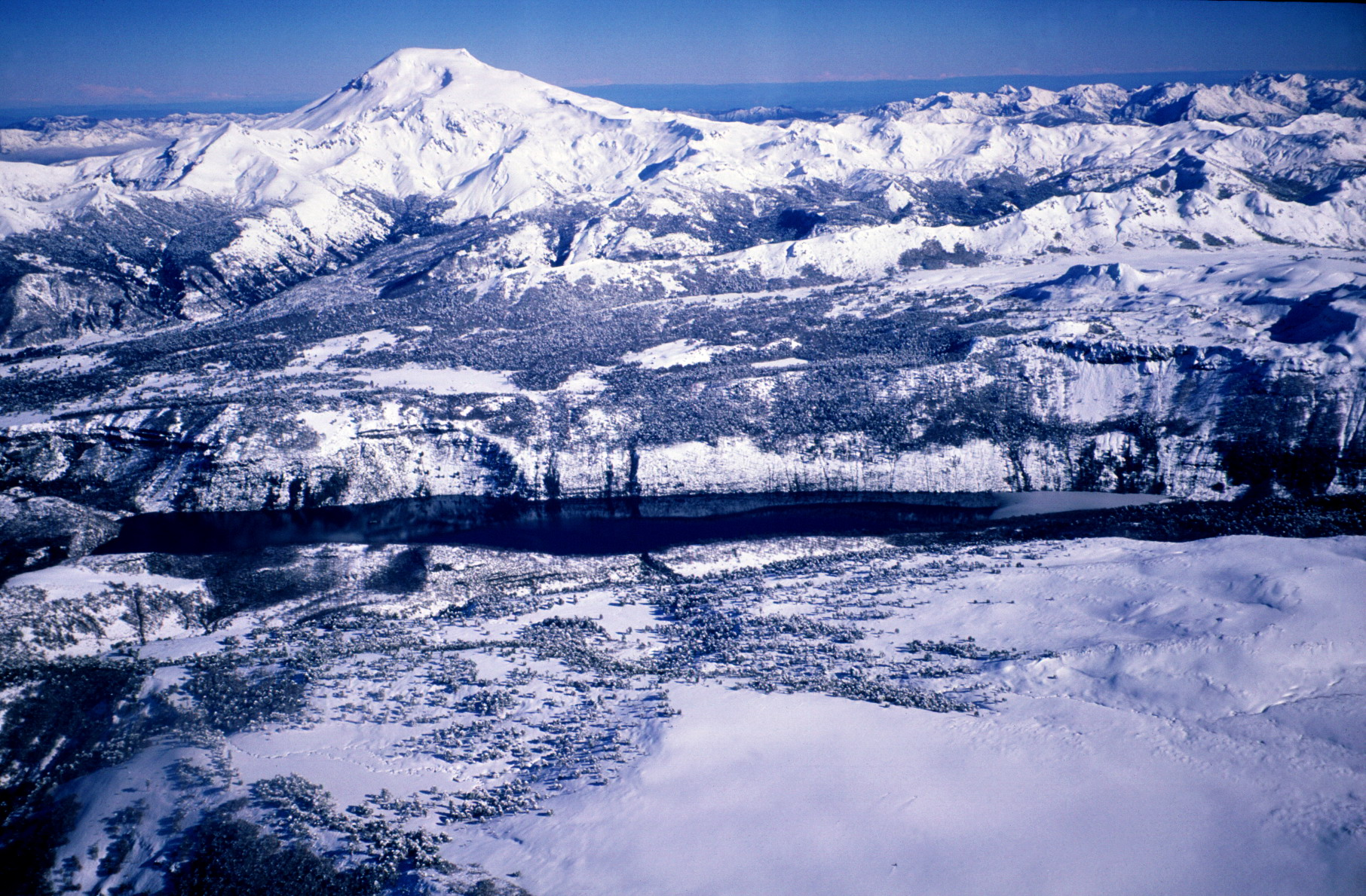

卡拉基火山是智利的火山，位於該國中部，由比奧比奧大區負責管轄，屬於安第斯山脈的一部分，海拔高度3,164米，最近一次火山噴發在1980年發生。